# Schlachtenturm
Der Schlachtenturm ist ein Aussichtsturm und das heutige Wahrzeichen von Morlautern, einem nördlichen Stadtteil der kreisfreien Stadt Kaiserslautern in Rheinland-Pfalz. Er steht am Westrand des Ortes auf etwa 327 m Höhe.

## Geschichte
Der Schlachtenturm soll an die dreitägige Schlacht bei Morlautern im November 1793 erinnern und wurde zu deren 100-jährigem Jubiläum im Jahre 1893 errichtet. Auf der Tafelinschrift über dem Eingang des Schlachtenturms kann man folgendes lesen: „Schlacht vom 28., 29. und 30. November 1793. Nach hartnäckigen blutigen Kämpfen werden die Franzosen unter General Hoche von den Preußen und Sachsen unter Herzog Carl Wilhelm von Braunschweig und General von Kalkreut ins Thal hinabgeworfen.“

## Beschreibung
Der aus Buntsandstein gemauerte 8,4 m hohe achteckige Turm bietet von seiner auf 7,4 m Höhe liegenden Aussichtsplattform einen guten Ausblick zum Pfälzerwald. Der Schlüssel zum Schlachtenturm kann beim Ortsvorsteher gegen Pfand ausgeliehen werden.